# Lịch sử Liên Xô (1917–1927)
Lịch sử Liên xô có nguồn gốc từ cuộc Cách mạng Nga năm 1917. Những người Bolshevik, dưới sự lãnh đạo của Vladimir Lenin, đã xuất hiện trở thành lực lượng chính trị chủ chốt tại thủ đô Đế quốc Nga cũ, dù họ gặp phải một cuộc nội chiến đấu lâu dài và đẫm máu với lực lượng Bạch vệ. Những người Bolshevik bắt đầu được gọi là Đảng Cộng sản Nga (Bolshevik), và Hồng quân của họ cuối cùng giành chiến thắng trong cuộc Nội chiến. Từ những lãnh thổ của Đế chế Nga cũ, nhà nước Cộng hoà Xô viết Nga xuất hiện, cùng với các nước cộng hoà Ukraina, Belarusia, và Transcaucasia cuối cùng thống nhất lại để hình thành nên Liên bang Cộng hoà Xã hội chủ nghĩa Xô viết (Liên Xô).

## Cách mạng Nga năm 1917
Trong Thế chiến I, nước Nga Sa hoàng trải qua một nạn đói và sụp đổ kinh tế. Quân đội đã mất tinh thần của Nga phải chịu những thất bại nặng nề, và nhiều binh sĩ bỏ trốn khỏi mặt trận. Sự bất bình với chế độ quân chủ và chính sách theo đuổi chiến tranh của nó gia tăng. Sa hoàng Nicholas II thoái vị tháng 2 năm 1917 sau khi những cuộc nổi loạn lan rộng tại Petrograd.
Một chính phủ lâm thời được lập ra, đầu tiên dưới sự lãnh đạo của Prince Georgy Yevgenyevich Lvov, và sau đó bởi Aleksandr Kerensky, nhưng nó vẫn tiếp tục theo đuổi cuộc chiến, dù có nhiều lời kêu gọi nước Nga tìm kiếm một giải pháp hoà bình. Chính phủ lâm thời cũng không thể thực hiện những cải cách ruộng đất do giới nông dân yêu cầu, đây là lực lượng chiếm hơn tám mươi phần trăm dân số Nga.
Bên trong quân đội, sự chống đối và đảo ngũ lan khắp; giới trí thức bất bình vì sự chậm trễ của những cuộc cải cách, nghèo đói trở thành kinh niên và bất bình đẳng thu nhập gia tăng khi chính phủ lâm thời ngày càng trở nên độc đoán và có xu hướng chuyển thành một hội đồng quân sự. Các binh sĩ đảo ngũ quay lại các thành phố và trao vũ khí của mình cho các công nhân nhà máy đang tức giận. Các điều kiện tại các khu vực đô thị trở nên rất thích hợp cho một cuộc cách mạng.
Từ tháng 2 đến tháng 10 năm 1917, quyền lực của chính phủ lâm thời luôn bị thách thức. Một hệ thống 'quyền lực kép' xuất hiện, theo đó Chính phủ Lâm thời chỉ giữ quyền lực lý thuyết, họ ngày càng bị phản đối bởi Xô viết Petrograd, nằm dưới quyền điều khiển của những người Menshevik và những người cách mạng xã hội chủ nghĩa, cả hai đảng dân chủ xã hội về chính trị đều thuộc quyền của những người Bolshevik. Xô viết lựa chọn cách không buộc thực hiện những thay đổi thêm nữa trong chính phủ bởi họ tin rằng cuộc Cách mạng tháng 2 là một cuộc cách mạng dân chủ tư sản Nga sẽ có nhiệm vụ thực hiện các cải cách dân chủ và tới lượt nó sẽ dẫn tới một cuộc cách mạng vô sản, tuy nhiên, họ vẫn là một cơ quan quyền lực to lớn.
Thất bại của những chiến dịch quân sự vào mùa hè năm 1917 và những cuộc phản kháng tại thủ đô khiến binh lính bị gọi lại các thành phố vào cuối tháng 8 để tái lập trật tự. Tuy nhiên, thay vì thiết lập hoà bình, họ lại gia nhập với những người nổi dậy và chính phủ cùng quân đội càng bị căm ghét. Trong thời gian này, sự ủng hộ dành cho đảng Bolshevik gia tăng và một trong những cá nhân lãnh đạo của nó, Leon Trotsky được bầu làm chủ tịch Xô viết Petrograd, ông cũng chịu trách nhiệm bảo vệ thành phố, và vì thế, là người chỉ huy các lực lượng vũ trang của thành phố.
Ngày 24 tháng 10, Chính phủ Lâm thời quay sang chống lại những người Bolshevik, bắt giữ các nhà hoạt động và phá huỷ các phương tiện tuyên truyền. Những người Bolshevik coi đây là một sự tấn công chống lại Xô viết của Nhân dân và lật đổ Chính phủ Lâm thời, chiếm quyền lãnh đạo ngày 25 tháng 10. Những người Menshevik và cánh hữu của phe Cách mạng Xã hội chủ nghĩa, tức giận trước những hành động được tiến hành dưới danh nghĩa Xô viết, rời khỏi cơ cấu, nhường lại quyền kiểm soát cho những người Bolshevik và trở thành phe Cách mạng Xã hội chủ nghĩa Cánh tả. Ngày 25 tháng 10 năm 1917 Sovnarkom được thành lập và sau này được Hiến pháp Nga năm 1918 luật hoá trở thành cơ quan hành chính của Đại hội các Xô viết; tới ngày 6 tháng 1 năm 1918 VTsIK đã phê chuẩn việc giảm tán bởi những người Bolshevik Hội đồng Lập pháp Nga, từng có dự định trở thành hình thức thường trực của chính phủ do cuộc bầu cử năm 1917 lập ra và do Chính phủ Lâm thời Nga lãnh đạo.

## Nội chiến Nga

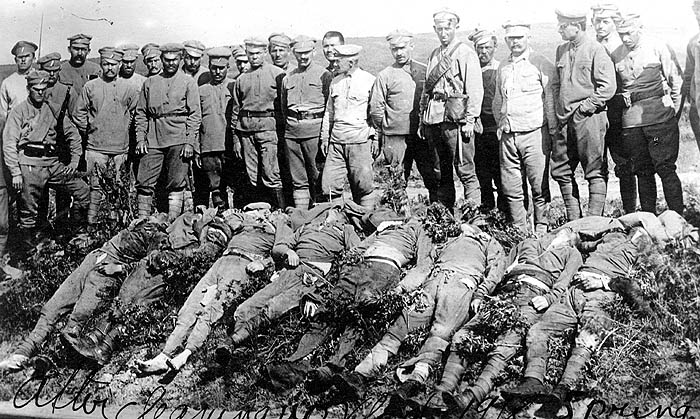
Hồng Quân bị giết trong thời kỳ Nội chiến 1918-1922

Trước cuộc cách mạng, học thuyết về chủ nghĩa tập trung dân chủ của Bolshevik cho rằng chỉ một tổ chức bí mật và được tổ chức chặt chẽ mới có khả năng lật đổ chính phủ; sau cuộc cách mạng, họ cho rằng chỉ một tổ chức như thế mới có khả năng chống lại những kẻ thù địch trong nước và nước ngoài. Việc chiến đấu trong cuộc nội chiến buộc đảng phải đưa những ý tưởng đó vào thực hiện.
Cho rằng cách mạng không cần một tổ chức nghị viện đơn giản mà là một đảng của hành động sẽ hoạt động như một cơ quan lãnh đạo có tính khoa học, một đội tiền phong của những người hoạt động cách mạng và một tổ chức kiểm soát từ trung ương, Đại hội 10 của Đảng cấm các phe phái trong đảng, ban đầu nó chỉ được coi là một biện pháp tạm thời sau cú sốc của cuộc Nổi dậy Kronstadt. Họ cũng cho rằng đảng phải là một cơ cấu tinh hoa của những nhà cách mạng chuyên nghiệp hiến dâng đời mình cho lý tưởng và thực hiện các quyết định của đảng với một ý chí sắt đá, vì thế đảng đi theo mục tiêu đưa những nhà hoạt động trung thành chịu trách nhiệm lãnh đạo các định chế chính trị cũ và mới, các đơn vị quân đội, các nhà máy, bệnh viện, trường đại học và các cơ sở cung cấp lương thực. Trái ngược với cơ sở này, hệ thống nomenklatura (chỉ định từ bên trên) sẽ phát triển và trở thành một cách thực thi tiêu chuẩn.
Theo lý thuyết này, hệ thống đó sẽ có dân chủ bởi mọi cơ quan lãnh đạo của đảng đều sẽ được bầu lên từ bên dưới, nhưng cũng được tập trung hoá bởi các cơ quan bên dưới sẽ có trách nhiệm phải giải thích với tổ chức cấp trên. Trên thực tế, hệ thống "tập dung dân chủ" mang tính tập trung trung ương, với những quyết định từ bên trên bao giờ cũng có sức nặng hơn các quyết định của tổ chức bên dưới, và thành phần cơ cấu tổ chức bên dưới phần lớn là do sự quyết định của các thành viên tổ chức cấp cao hơn. Cùng với thời gian, các cán bộ đảng sẽ ngày càng trở nên chuyên môn và chuyên nghiệp. Việc xin vào đảng phải đòi hỏi trải qua các kỳ thi, các khoá học đặc biệt, các trại đặc biệt, các trường học và việc giới thiệu bởi ba đảng viên cũ.
Tháng 12 năm 1917, Cheka được thành lập trở thành lực lượng an ninh nội bộ đầu tiên của những người Bolshevik. Sau này nó đổi tên thành GPU, OGPU, MVD, NKVD và cuối cùng là KGB. Trong thời Nội chiến, ngày 5 tháng 9 năm 1918 Cheka được trao trách nhiệm quét sạch những tàn tích của chế độ Sa hoàng, những đảng đối lập cánh tả như phái Cách mạng Xã hội chủ nghĩa và những nhóm chống Bolshevik như người Cossack, các nhóm dân tộc ly khai. Nói như Felix Dzerzhinsky, lãnh đạo đầu tiên của Cheka, tháng 6 năm 1918 trên tờ, Đời sống Mới: "Chúng ta là đại diện của sự trấn áp có tổ chức - điều này phải được nói rất rõ ràng - sự trấn áp như vậy hiện nay là cần thiết trong các điều kiện chúng ta hiện trải qua trong một thời điểm của cách mạng,"
Những người ủng hộ chính quyền Nga Hoàng vùng dậy bạo động và nhận được sự hỗ trợ từ 14 quốc gia tư bản, dẫn tới nhiều năm nội chiến toàn diện, và chỉ kết thúc vào năm 1922 với chiến thắng thuộc về Hồng quân.
Các đồng minh của quân Bạch vệ đã đem quân tới Nga tham chiến:
- 50.000 quân Tiệp Khắc
- 28.000 quân Nhật Bản
- 24.000 quân Hy Lạp (ở Krym và Ukraina)
- 15.500 quân Mỹ
- 12.000 quân Ba Lan
- 4.000 quân Canada
- 4.000 quân Serbia
- 4.000 quân România
- 2.000 quân Ý
- 1.600 quân Anh
- 760 quânPháp

## Chiến tranh Nga - Ba Lan (1919-1921)
Xem bài chính về Chiến tranh Nga - Ba Lan (1919-1921)
Các biên giới giữa Ba Lan, vốn đã được thành lập một chính phủ yếu ớt sau Chiến tranh thế giới thứ nhất, và chính quyền Nga hoàng cũ, vốn rất hỗn loạn với các ảnh hưởng của các cuộc cách mạng Nga và nội chiến. Jozef Pilsudski người Ba Lan hình dung ra một liên bang mới (Miedzymorze), tạo nên một khối Đông Âu do Ba Lan lãnh đạo để hình thành một bức tường chống lại Nga và Đức, trong khi Nga tìm cách mang cách mạng về phía Tây. Khi Pilsudski tiến hành cuộc tấn công quân sự vào Ukraina năm 1920, ông gặp một cuộc tấn công của Hồng quân đánh sâu vào lãnh thổ Ba Lan đến tận gần Warszawa. Tuy nhiên, Pilsudski đã chặn đứng bước tiến của người Xô viết tại trận chiến Warszawa và lấy lại thế tấn công. Hoà ước Riga được ký kết vào đầu năm 1921, Nga phải cắt nhượng phần phía đông lãnh thổ Belarus và Ukraina cho Ba Lan.

## Nạn đói 1921
Sau thế chiến thứ nhất và nội chiến, nền kinh tế nước Nga đứng trước nguy cơ phá sản: ở nông thôn nạn đói hoành hành, cướp bóc thổ phỉ nổi lên khắp nơi, đất nông nghiệp bị tàn phá, nông dân đói chạy vào thành phố ăn xin; còn ở thành phố, công nghiệp đình đốn, thất nghiệp cực điểm, tiền không còn giá trị, nguyên liệu, tài chính cạn kiệt – và tình hình xã hội lúc đó cực kỳ căng thẳng. Trong khoảng 2 năm 1921-1922, nạn đói lớn đã xảy ra tại các vùng nông thôn của nước Nga, đặc biệt là ở khu vực sông Volga và Ural, giết chết khoảng 2 triệu tới 5 triệu người. Theo nhà báo Cynthia Heaven, những người bị đói buộc phải ăn "cỏ trộn với xương nghiền, vỏ cây, đất sét, ăn thịt đủ loại sinh vật từ ngựa, chó, mèo, chuột cho đến cả rơm trên mái nhà. Chính phủ đã phải nỗ lực ngăn chặn nạn bán thịt người và cắt cử canh gác tại các nghĩa trang để ngăn chặn việc đào mồ". Cơ quan Cứu trợ Mỹ (ARA) đề nghị giúp đỡ, nhưng ban đầu Lenin đã từ chối và coi rằng đó là hành động nhằm "can thiệp vào nội bộ nước Nga Xô viết". Nạn đói đã gây ra một cuộc khủng hoảng lớn, nhà văn Nga Maxim Gorky đã phải lên tiếng kêu gọi cộng đồng quốc tế giúp đỡ. Vào tháng 12 năm 1921, Quốc hội Mỹ đã thông qua một gói cứu trợ trị giá 20 triệu USD bao gồm các loại hạt giống ngô và lúa mì gửi tới Nga để giúp chính phủ Nga Xô viết giải quyết nạn đói. Sau đó Mỹ cũng đạt được một thỏa thuận với Chính phủ Nga về việc cung cấp lương thực cho hàng triệu người Nga ở những vùng bị đói. Nhà văn Maxim Gorky đã viết một lá thư vào tháng 7/1922 để cảm ơn khoản viện trợ từ nước Mỹ: "Sự giúp đỡ của các bạn sẽ đi vào lịch sử như là một chiến thắng đáng giá, một thành tựu vĩ đại và duy nhất, sẽ còn mãi trong ký ức của hàng triệu người Nga đã được các bạn cứu khỏi cái chết 

## Sự hình thành Liên bang Xô viết
Ngày 29 tháng 12 năm 1922, Cộng hòa Xã hội Chủ nghĩa Xô viết Liên bang Nga, Cộng hoà xã hội chủ nghĩa Xô Viết Liên bang Ngoại Kavkaz(bao gồm 3 nước Gruzia, Azerbaijan, Armenia) và Cộng hoà Xã hội Chủ nghĩa Xô viết Belorussia và Cộng hòa Xã hội Chủ nghĩa Xô viết Ukraina ký một Hiệp ước thành lập Liên bang Cộng hoà Xô viết tạo nên Liên bang Xô viết bằng một hội nghị các đại diện và sau đó được khẳng định vào ngày 30 tháng 12 năm 1922 bởi Đại hội các Xô viết của Liên Xô.

## Chính sách kinh tế mới
Xem bài chính về Chính sách kinh tế mới (Liên Xô)

Đồng Ruble bạc 1924

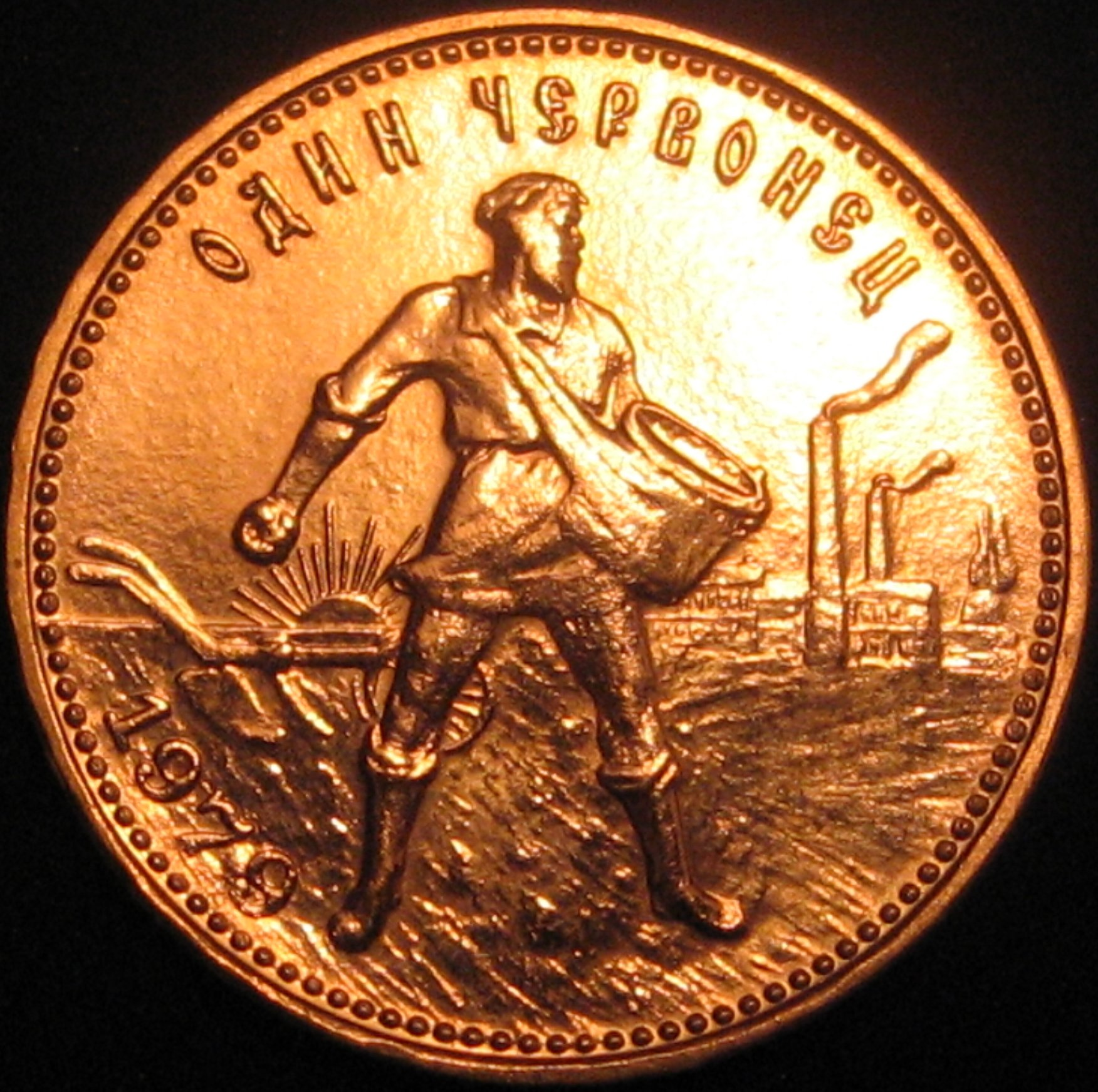
Gold Chervonetz (1979)

Đại hội X của Đảng Cộng sản Nga vào tháng 3 năm 1921 quyết định thực hiện một chương trình cải cách kinh tế sâu rộng, gọi là "Chính sách kinh tế mới". Quyền sở hữu tư nhân phần nào được phục hồi. Nông dân được phép thuê mướn lao động và nộp sản phẩm thu hoạch xem như thuế. Các hạn chế thương mại được nới lỏng. Quan hệ kinh tế với nước ngoài được tăng cường.
Cuộc cải cách này đã phát huy một số tác dụng nhất định. Song đến năm 1929, nó đã bị bãi bỏ. Bắt đầu Kế hoạch năm năm lần thứ nhất.

## Cái chết của Lenin và sự huỷ bỏ Chính sách kinh tế mới
Vì sự ốm yếu của Lenin, vị trí tổng thư ký trở nên quan trọng hơn lúc đầu và quyền lực của Stalin dần tăng lên. Sau cơn đột quỵ thứ ba của Lenin, một troika gồm Stalin, Zinoviev và Kamenev nổi lên nắm lấy quyền lãnh đạo các công việc hàng ngày của đảng và đất nước và tìm cách loại bỏ Trotsky. Tuy nhiên, Lenin dần không cảm thấy hài lòng với Stalin, và sau cơn đột quỵ tháng 12 năm 1922, ông đã viết một bức thư chỉ trích Stalin và hối thúc tập thể Đảng loại bỏ ông khỏi chức vụ Tổng thư ký. Stalin biết về bản Di chúc của Lenin và cố sức cách ly ông bằng những lý do sức khoẻ và tăng cường kiểm soát với các cơ cấu của đảng.
Zinoviev và Bukharin bắt đầu lo ngại về sự gia tăng quyền lực của Stalin và đề xuất rằng Orgburo do Stalin lãnh đạo phải bị huỷ bỏ và rằng Zinoviev và Trotsky phải được đưa vào ban thư ký đảng nhờ thế hạn chế vai trò tổng thư ký của Stalin. Stalin phản đối một cách tức giận và Orgburo được giữ lại nhưng Bukharin, Trotsky và Zinoviev trở thành thành viên.
Vì sự khác biệt chính trị ngày càng lớn với Trotsky cùng Đối lập cánh Tả của ông vào mùa thu năm 1923, troika của Stalin, Zinoviev và Kamenev thống nhất lại. Tại Đại hội lần thứ 12 của Đảng năm 1923, Trotsky đã không thể sử dụng Di chúc của Lenin để chống lại Stalin vì sợ làm hại tới sự ổn định của đảng.
Lenin mất tháng 1 năm 1924 và vào tháng 5 Di chúc của ông được đọc lớn tiếng tại Ủy ban Trung ương nhưng Zinoviev và Kamenev cho rằng những sự phản đối của Lenin là không có căn cứ và rằng Stalin nên tiếp tục là Tổng thư ký. Ủy ban Trung ương quyết định không xuất bản bản di chúc.
Tuy nhiên chiến dịch chống lại Trotsky gia tăng và ông bị loại khỏi chức vụ Dân uỷ Chiến tranh trước cuối năm ấy. Năm 1925, Trotsky bị lên án về bản tham luận Các bài học tháng 10 của ông, trong đó chỉ trích Zinoviev và Kamenev vì ban đầu họ đã phản đối các kế hoạch nổi dậy năm 1917 của Lenin. Trotsky cũng bị lên án vì lý thuyết cách mạng thường trực của ông, trái ngược với quan điểm của Stalin rằng chủ nghĩa xã hội cần được xây dựng trong một quốc gia, Nga, không cần một cuộc cách mạng thế giới. Về những tương lai của một cuộc cách mạng ở châu Âu, đặc biệt tại Đức, đang dần mờ nhạt trong thập niên 1920, lập trường chính trị của Trotsky dần có vẻ yếm thế khi thắng lợi của chủ nghĩa xã hội tại Nga chưa tới.
Với sự từ chức Dân uỷ Chiến tranh của Trotsky sự thống nhất của troika dần giảm sút. Zinoviev và Kamenev một lần nữa sợ quyền lực của Stalin và cảm thấy rằng vị trí của họ đang bị đe doạ. Stalin quay sang thành lập liên minh với Bukharin và các đồng minh cánh hữu của ông trong đảng, những người ủng hộ chính sách Kinh tế Mới và muốn có giảm các nỗ lực công nghiệp hoá và quay sang khuyến khích người nông dân tăng sản lượng thông qua các động cơ thị trường. Zinoviev và Kamenev bác bỏ chính sách này và coi nó là sự quay trở lại với chủ nghĩa tư bản. Cuộc xung đột nổ ra tại Đại hội lần thứ 14 của Đảng được tổ chức tháng 12 năm 1925 với Zinoviev và Kamenev chống lại các chính sách cứng rắn của Stalịn và tìm cách hồi phục vấn đề Di chúc của Lenin mà trước kia họ từng ỉm đi. Stalin khi ấy sử dụng những lời chỉ trích Trotsky của Zinoviev và Kamenev để đánh bại họ và đưa vào liên minh của mình những người như Molotov, Voroshilov và Mikhail Kalinin. Trotsky đã hoàn toàn rời khỏi bộ chính trị năm 1926. Đại hội lần thứ 14 cũng chứng kiến những sự phát triển đầu tiên của tệ sùng bái cá nhân với Stalin, với việc Stalin được gọi là "lãnh tụ" lần đầu và trở thành mục tiêu ca ngợi của các đại biểu.
Trotsky, Zinoviev và Kamenev thành lập một Đối lập thống nhất chống lại các chính sách của Stalin và Bukharin nhưng họ đã mất ảnh hưởng vì các tranh cãi bên trong đảng và vào tháng 10 năm 1927 Trotsky, Zinoviev và Kamenev bị trục xuất khỏi Ủy ban Trung ương. Tháng 11, trước Đại hội lần thứ 15 Trotsky và Zinoviev bị trục xuất khỏi Đảng Cộng sản và Stalin tìm cách phủ nhận bất kỳ cơ hội nào của Đối lập khi công khai cuộc đấu tranh của họ. Tới khi Đại hội thứ 15 được triệu tập tháng 12 năm 1927 Zinoviev đã đầu hàng Stalin và tuyên bố sự tham gia trước đó của mình vào phe đối lập là "chống Lenin" và số ít thành viên còn trung thành với đối lập bị lên án và sỉ nhục. Tới đầu năm 1928 Trotsky và những thành viên lãnh đạo khác của Cánh tả Đối lập đã bị kết án, họ phải chuyển tới các vùng xa xôi trong nước.
Stalin khi ấy chuyển sang chống Bukharin bằng cách dẫn những chỉ trích của Trotsky với các chính sách hữu khuynh của ông và khuyến khích một general line ủng hộ tập thể hoá nông nghiệp và nhanh chóng công nghiệp hoá buộc Bukharin và những người ủng hộ ông vào trong một Đối lập cánh Hữu.
Tại cuộc họp của Ủy ban Trung ương được tổ chức tháng 7 năm 1928, Bukharin và những người ủng hộ ông cho rằng các chính sách mới của Stalin sẽ gây ra sự chia rẽ với người nông dân. Bukharin cũng ám chỉ đến bản Di chúc của Lenin. Trong khi Bukharin có được sự ủng hộ của tổ chức đảng Moscow và quyền lãnh đạo nhiều dân uỷ, sự kiểm soát ban thư ký của Stalin trao cho ông lợi thế quyết định để thao túng các cuộc bầu cử các vị trí khắp cả nước khiến ông kiểm soát được phần lớn Ủy ban Trung ương. Đối lập cánh Hữu bị đánh bại và Bukharin đã tìm cách thành lập một liên minh với Kamenev và Zinoviev nhưng nó đã quá muộn.